# 船子德誠

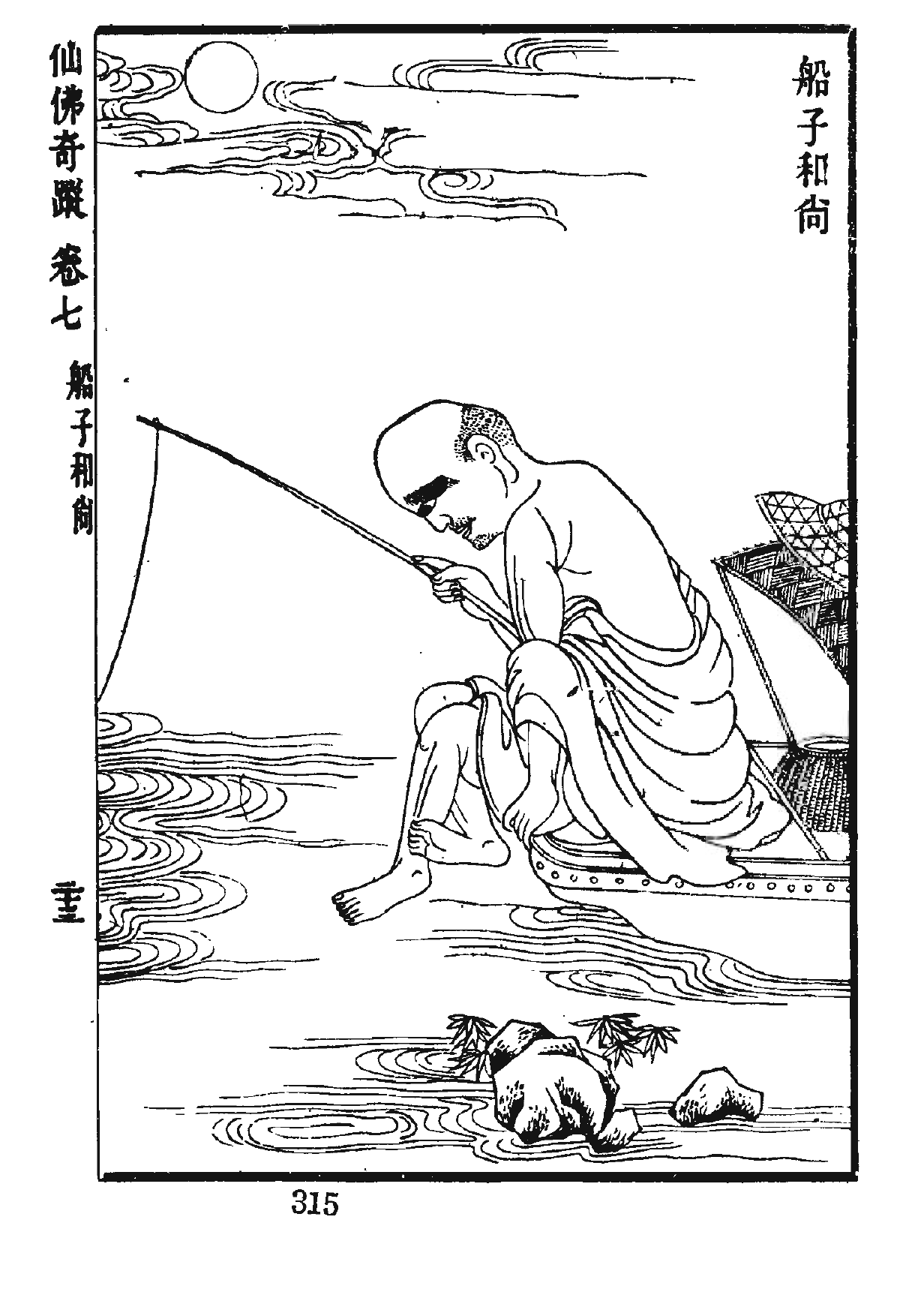
船子和尚

船子德誠，唐代末年的高僧，生年約在唐貞元至開成年間，
祖籍四川遂寧，法嗣於青原行思下藥山惟儼禪師。
時隱居於華亭岸邊(今上海松江縣)擺渡隨緣化人，世人稱謂船子和尚。於《祖堂集》卷五、
《景德傳燈錄》卷一四、《五燈會元》卷四及其《續高僧傳》均記載有傳。僧藏暉於唐咸通十一年，依船子和尚覆舟岸側創建法忍寺，故法忍寺素來有稱船子道場。

## 法嗣
按《祖堂集》卷五《藥山和尚》載，惟儼和尚於唐德宗貞元初年(785)，駐錫澧陽芍藥山。德誠曾駐錫成都凈眾寺，後至澧州謁見藥山惟儼禪師。

## 師承
- 藥山惟儼

## 弟子
- 夾山善會

## 著書
《船子和尚拨棹歌》，法忍寺首座坦法師輯錄《機緣集》二卷。上卷為宋人呂益柔，刻石於楓涇海會寺之船子和尚撥棹歌三十九首。

## 外部連結
- 青原下 （页面存档备份，存于）
- 船子和尚與夾山禪師 （页面存档备份，存于）
- 中國精神文明的最高峰是禪門超級高人船子誠的接引夾山 （页面存档备份，存于）
- 《船子和尚撥棹歌機緣集》 （页面存档备份，存于）
- 药山法嗣（下）张志军 三、船子和尚  （页面存档备份，存于）